# Lucy Burns
Lucy Burns, född 28 juli 1879 i Brooklyn, New York, död 22 december 1966 i Brooklyn, var en amerikansk suffragett. Burns grundade National Women's Party tillsammans med Alice Paul. Burns arresterades ofta, och av den tidens kända suffragetter var Burns den som tillbringade mest tid i fängelse.  
Lucy Burns Institute har fått sitt namn efter Burns.